# 364
Năm 364 là một năm trong lịch Julius. 